# Liste de musées en Italie
Pour les autres articles nationaux ou selon les autres juridictions, voir Liste des musées par pays.

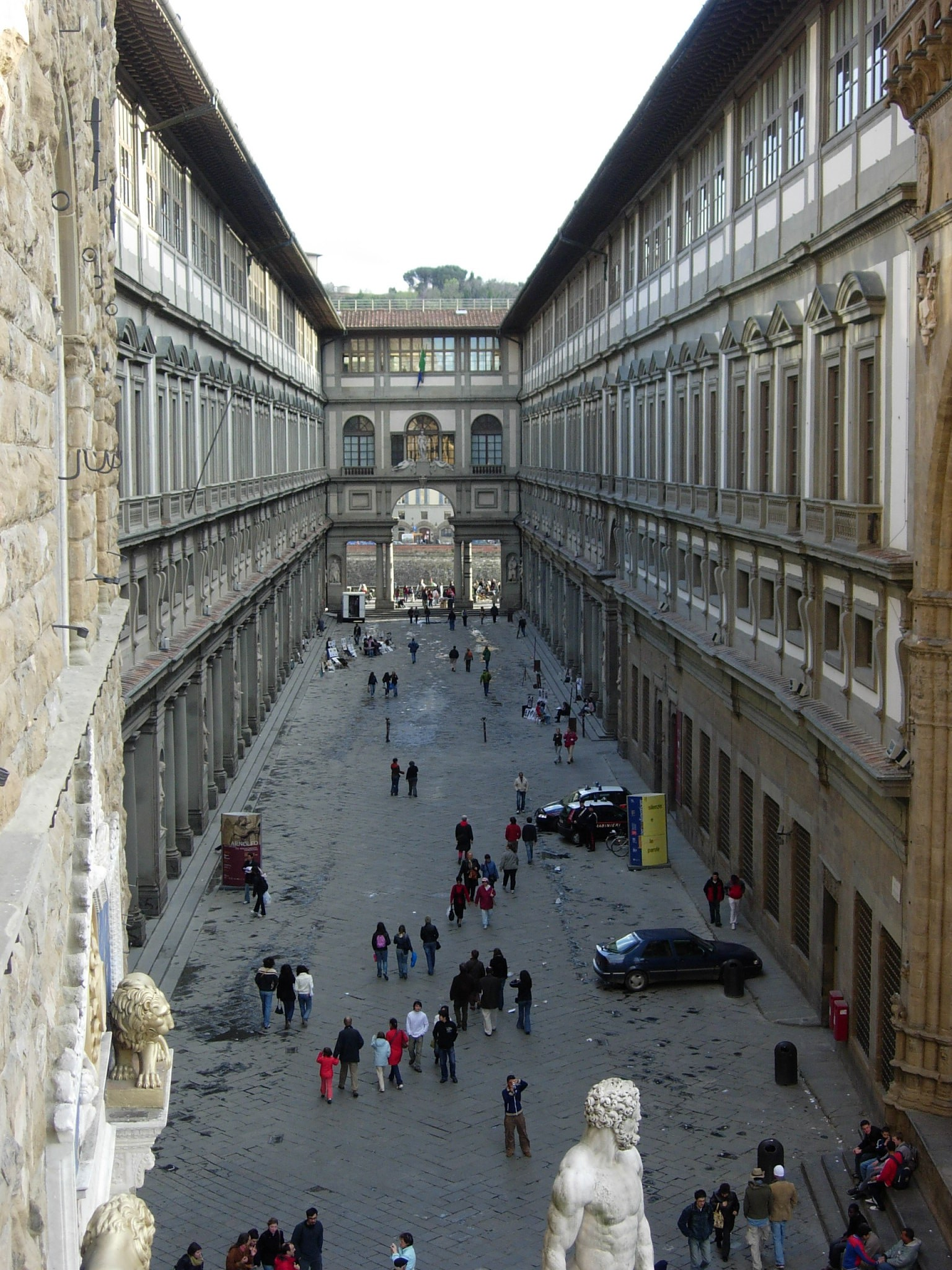
Galerie des offices à Florence, Italie.

Cet article présente une liste de musées en Italie, classés par région, puis par ville.

## Calabre
- Musée national de la Grande-Grèce, à Reggio de Calabre
- Maison de la culture, à Palmi
- Temple de Saint-Fantino, à Palmi
- Villa Répaci, à Palmi

## Campanie

### Naples
- Musée archéologique national de Naples
- Musée Capodimonte de Naples
- Musée du corail Ascione (Torre del Greco, province de Naples)
- Musée de paléontologie de Naples
- Musée San Martino
- Musée de la basilique San Lorenzo Maggiore
- Musée de minéralogie de Naples
- Musée du Trésor de San Gennaro

### Autres villes
- Musée archéologique des Champs Phlégréens à Bacoli
- Museo archeologico nazionale dell'agro picentino, à Pontecagnano Faiano
- Musée campanien à Capoue
- Musée des gladiateurs à Santa Maria Capua Vetere
- Musée du papier à Amalfi

## Émilie-Romagne

### Bologne
- Musée international et bibliothèque de la musique
- Museo per la Memoria di Ustica

### Plaisance
- Galerie d'art moderne "Ricci Oddi" de Plaisance
- Musées du palais Farnèse, à Plaisance

### Ferrare
- Casa di Ludovico Ariosto
- Musée Giovanni Boldini
- Musées du Palazzo Massari
- Musei Civici d'Arte Antica di Ferrara, Palazzo Schifanoia
- Pinacothèque nationale, Palazzo dei Diamanti
- Musée archéologique national de Ferrare

### Autres villes
- Musée international de la céramique de Faenza
- Collection Verzocchi, pinacothèque de Forlì

## Frioul-Vénétie Julienne
- Musée d'art et d'histoire de la ville d'Udine, château d'Udine, musée municipal d'art moderne, musée de la cathédrale, musée diocésain d'Udine
- Musée archéologique national d'Aquilée, musée municipal du Patriarcat, musée paléochrétien d'Aquilée
- Musée archéologique national, musée chrétien et trésor de la cathédrale de Cividale del Friuli
- Musées provinciaux de Gorizia
- Musée de la coutellerie de Maniago
- Musée municipal historique, musée historico-militaire de Palmanova
- Musée archéologique du Frioul occidental, musée d'art municipal, musée diocésain d'art sacré, musée d'histoire naturelle de Pordenone
- Musée provincial de la vie paysanne, musée municipal de San Vito al Tagliamento
- Musée carnique des arts et traditions populaires de Tolmezzo
- Musée municipal d'art oriental, musée municipal du château, musée municipal de la rizière da San Sabba, musée municipal de la mer, musée municipal d'histoire naturelle, musée municipal d'art moderne, musée municipal Sartorio, musée ferroviaire de Trieste

## Latium

### Rome
- Musées du Vatican (pas sur le territoire italien)
- Galerie Borghèse
- Galerie Doria-Pamphilj
- Musée national étrusque de la villa Giulia
- Galerie nationale d'art ancien
- Galerie nationale d'art moderne et contemporain
- Musée d'art contemporain de Rome (MACRo)
- MAXXI - Musée national des arts du XXIe siècle (MAXXI)
- Musée Pio-Clementino
- Musées du Capitole (Palais Neuf et Palais des Conservateurs) et Centrale Montemartini
- Musée national romain (Palais Altemps, Palais Massimo alle Terme, Musée des Thermes de Dioclétien, Crypta Balbi)
- Musée Barracco
- Musée national des instruments de musique de Rome
- Musée du Palatin
- Palais Colonna
- Musée de la Civilisation romaine
- Musée San Giovanni de' Fiorentini (église San Giovanni Battista dei Fiorentini)
- Musée des voitures anciennes
- Musée Torlonia (ancien musée, fermé en 1976)

## Ligurie

### Gênes
- Galata - Museo del mare
- Musei di Strada Nuova (Palazzo Bianco (pinacothèque), Palazzo Rosso et Palazzo Doria-Tursi)
- Museo civico di storia naturale de Gênes

### Autres villes
- Musée naval romain, à Albenga
- Musée national des Transports de La Spezia

## Lombardie

### Milan
- Galerie d'art moderne de Milan
- Gallerie di Piazza Scala
- Musée des sciences et des techniques Léonard de Vinci
- Château des Sforza
- Musée Bagatti Valsecchi
- Museo Civico di Storia Naturale de Milan
- Musée archéologique de Milan
- Museo d’Arte e Scienza (Milan)
- Museo Poldi Pezzoli
- Pinacothèque Ambrosienne
- Pinacothèque de Brera

### Monza
- Musée de Monza

### Brescia
- Musée de la Mille Miglia
- Musée national de la photographie
- Musée de Santa Giulia
- Pinacothèque Tosio Martinengo

## Marches

### Urbino
- Casa Santi
- Galleria Nazionale delle Marche, dans le palais ducal

### Autres villes
- forteresse de San Leo
- Musées civiques du Palais Buonaccorsi de Macerata
- Musée diocésain d'Ascoli Piceno

## Ombrie

### Pérouse
- Galerie nationale de l'Ombrie
- Musée archéologique national d'Ombrie

## Piémont

### Quarna Sotto
- Musée d'ethnographie et d'instruments à vent

### Turin
- Musée national du cinéma
- Musée égyptologique de Turin
- Museo Regionale di Scienze Naturali di Torino
- Galerie municipale d'art moderne et contemporain de Turin (GAM)
- Galerie Sabauda
- Musée du Risorgimento
- Musée de l'automobile

## Pouilles

### Bari
- Teatro Margherita, transformé en musée d'art contemporain

## Sardaigne
- Musée archéologique national de Cagliari
- Musée archéologique et ethnographique G.A. Sanna, à Sassari

## Sicile

### Palerme
- Musée archéologique Antonio Salinas
- Palais Abatellis : Galleria Regionale della Sicilia

### Autres villes
- Musée Whitaker, à Motyé
- Biblioteca e pinacoteca Zelantea à Acireale
- Musée archéologique régional d'Enna

## Toscane

### Florence
- Palais Pitti : Galerie d'Art moderne et Galerie Palatine
- Galleria degli Uffizi
- Casa Buonarroti
- Casa museo Rodolfo Siviero
- Cenacolo di Fuligno
- Galleria Rinaldo Carnielo
- Musée du Couvent San Marco
- Galleria dell'Accademia de Florence
- Giardino di Archimede
- Musée archéologique national
- Musée d'histoire naturelle de l'Université de Florence, dont Musée national d'anthropologie et d'ethnologie de Florence et musée de géologie et de paléontologie
- Musée de la Grande synagogue de Florence
- Musée de l'Opificio delle pietre dure
- musée de l'histoire des Sciences
- Museo dell'Opera del Duomo
- Museo di Firenze com'era
- Musée Horne
- Musée national du Bargello
- Musée national San Marco

### Pise
- Musée de la Domus Galilaeana
- Museo delle navi antiche
- Museo delle sinopie
- Museo dell'Opera del Duomo
- Museo di storia naturale e del territorio dell'Università di Pisa

### Sienne
- Museo Civico
- Museo dell'Opera Metropolitana del Duomo
- Centre d'art contemporain (Sienne)
- Pinacothèque nationale de Sienne
- Complexe muséal Santa Maria della Scala (Souterrains : Musée archéologique national...)

## Vénétie

### Venise
- Galerie Giorgio Franchetti (Ca' d'Oro)
- Musée archéologique de Venise
- Musée d'histoire navale de Venise
- Galeries de l'Académie de Venise
- Musée d'art moderne de la ville de Venise (Ca' Pesaro)
- Musée d'histoire naturelle du Fondaco dei Turchi
- Musée du XVIIIe siècle du Ca' Rezzonico
- Musée Wagner (Ca' Vendramin Calergi)
- Musée de l'érotisme (Museo d’Arte Erotica)
- Musée Correr, sur la place Saint-Marc
- Palais Grassi (collections d'art et fondation de François Pinault)
- Musée provincial de Torcello
- Musée du Palais Mocenigo (musée de tissus et costumes)